# Harpejji

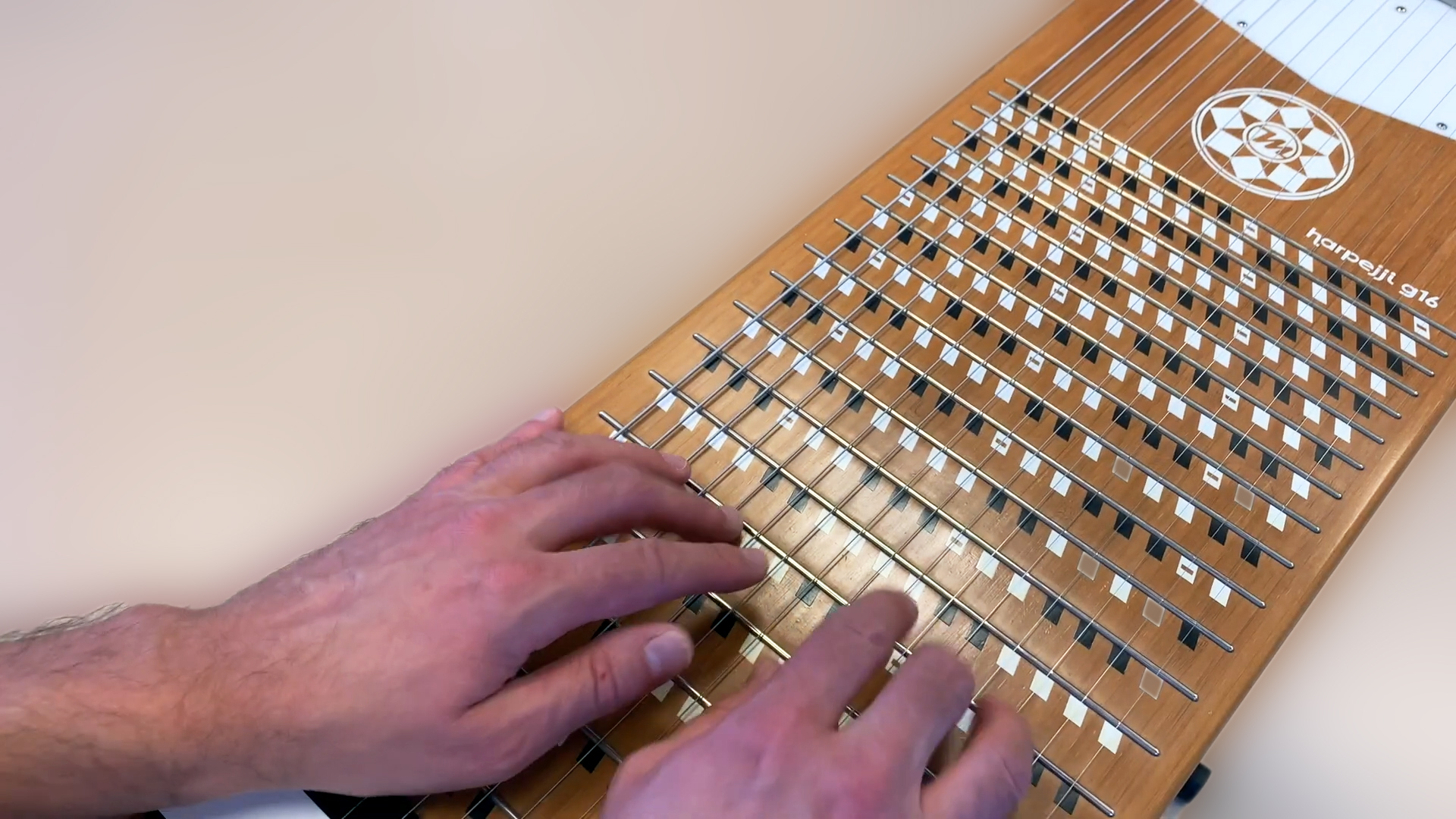
Harpejji

Um harpejji (/hɑːrˈpɛdʒi/ har-PEJ-ee) é um instrumento musical elétrico e de cordas criado em 2007 pelo engenheiro de som norte-americano Tim Meeks. Pode ser descrito como um cruzamento entre um piano e uma guitarra, ou entre um acordeão e uma guitarra pedal steel. O instumento tem uma disposição em tons inteiros em cordas sucessivas, e em meios tons -à medida que as cordas se afastam do executante, com uma amplitude de cinco oitavas a partir do lá 0 até ao lá 5. Os harpejjis usam um sistema de cancelamento do som para bloquear cordas não tocadas e minimizar o impacto da ressonância por simpatia.
Cerca de 500 harpejjis foram produzidos até 2019.
O harpejji "descende" do StarrBoard da década de 1980.
O seu nome provém de "harpa" e "arpejo".

## Modelos

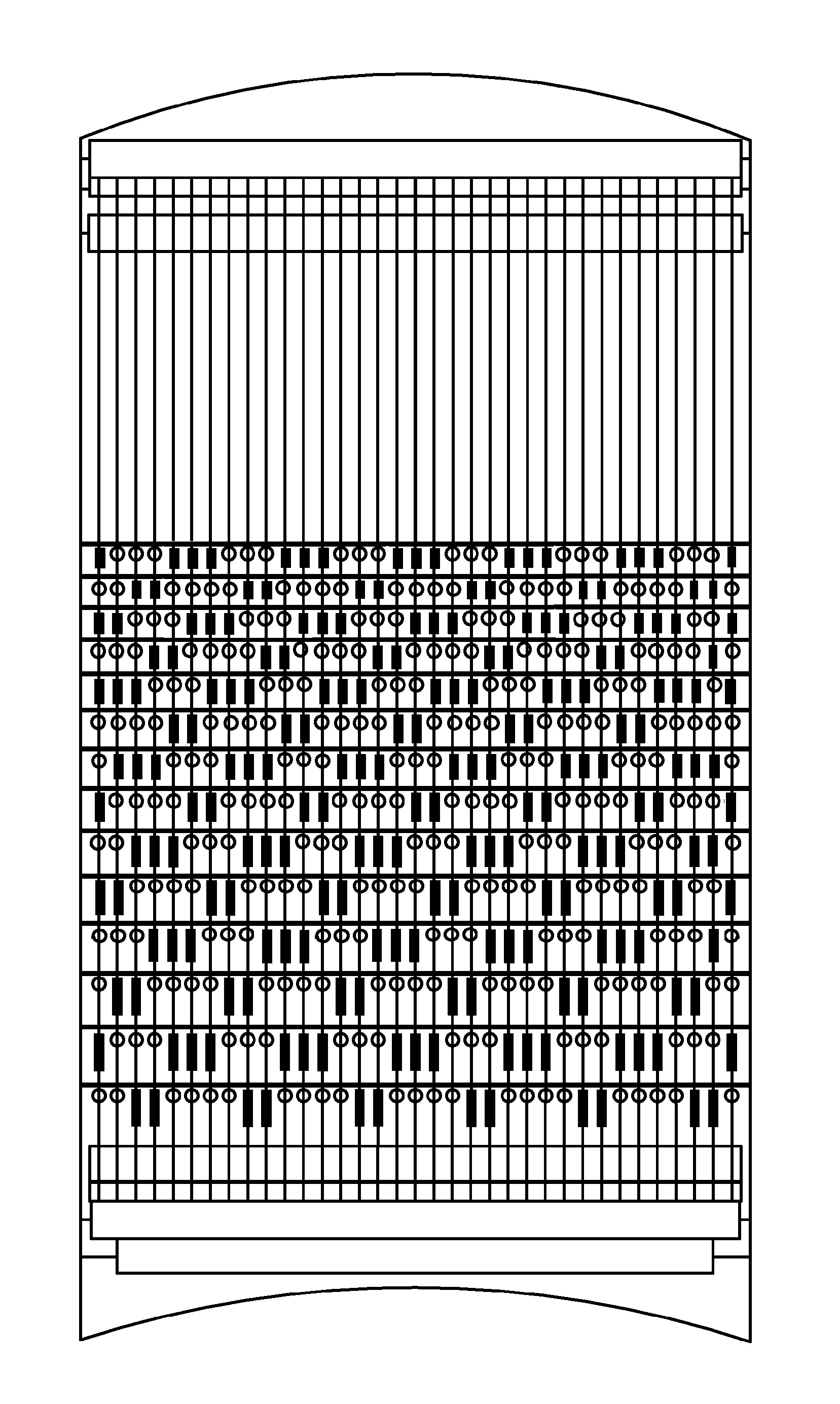
Diagrama do modelo d1

O harpejji é fabricado pela Marcodi Musical Products.
O primeiro modelo foi o d1 de 24 cordas desenvolvido a partir de janeiro de 2008 até maio de 2010. Foi substituído pelo k24 também de 24 cordas. Eeste último tinha eletrónica melhorada, simplificação do sistema de fretboard e uma alteração no tipo de madeira. Em 2011 foi introduzido o modelo g16, de 16 cordas e 4 oitavas.